# Hans Albrecht von Barfus
Hans Albrecht von Barfus (Mögelin, Brandenburgi Választófejedelemség, 1635. – Kossenblat, 1704. december 27.), porosz gróf, tábornagy.

## Élete
Katonai pályáját 1672-ben kezdte, a francia-holland háborúban, ahol a porosz hadsereg Hollandia szövetségében harcolt. 1675-ben kitűnt a franciák és svédek elleni háborúban. 1683-ban Sobieski János lengyel királlyal együtt harcolt a kahlenbergi csatában, a törökök által ostromolt Bécs felmentésénél, és 1686-ban Buda várának visszavételénél. 1686. szeptember 12-én ő vezette a várat ostromló sereg balszárnyát. 1685-től Spandau város kormányzója. 1689-ben részt vett a rajnai hadjáratban. Bonn ostrománál olyan súlyos vitába keveredett Hans Adam von Schöning tábornokkal, hogy végül fegyverrel támadtak egymásra. Az esetet követő hivatalos vizsgálat után Schöning tábornokot leváltották beosztásából.
1691. augusztus 19-én 6000 főnyi porosz segédhadat vezetett a császári haderő oldalán a törökök ellen vívott szalánkeméni ütközetben. Érdemei elismeréséül I. Lipót német-római császár birodalmi grófi (Reichsgraf) rangra emelte. 1697-ben Fuchs báróval és Dohna tábornaggyal együtt közreműködött I. Frigyes porosz király volt nevelőjének, Danckelman gróf főminiszternek megbuktatásában. Kolbe birodalmi gróf, miniszter azonban Fuchs-szal együtt kiszorította őt a király kegyéből, és 1702-ben kénytelen volt távozni az udvartól. Utolsó éveit kossenblati birtokán töltötte, visszavonultságban.